# Allium pevtzovii
Allium pevtzovii — вид рослин з родини амарилісових (Amaryllidaceae); ендемік Сіньцзяну (Китай).

## Опис
Цибулини скупчені, циліндричні; оболонка коричнева. Листки лінійні, рівні або трохи довші, завширшки 2–3 мм. Стеблина 20–25 см, циліндрична, вкрита листовими піхвами лише в основі. Зонтик півсферичний, густо багатоквітковий. Оцвітина блідо-червона, блискуча; сегменти лінійно-ланцетні, 6–8 × 1–2 мм. Період цвітіння й плодоношення: червень — липень.

## Поширення
Ендемік Китаю — південно-західний Сіньцзян.
Населяє схили; 1300–1400 м.